# Nerstrand
Nerstrand é uma cidade localizada no estado americano de Minnesota, no Condado de Rice.

## Demografia
Segundo o censo americano de 2000, a sua população era de 233 habitantes.
Em 2006, foi estimada uma população de 226, um decréscimo de 7 (-3.0%).

## Geografia
De acordo com o United States Census Bureau tem uma área de
3,7 km², dos quais 3,7 km² cobertos por terra e 0,0 km² cobertos por água. Nerstrand localiza-se a aproximadamente 341 m acima do nível do mar.

## Localidades na vizinhança
O diagrama seguinte representa as localidades num raio de 20 km ao redor de Nerstrand.